# Wall of Voodoo
Wall of Voodoo – nieistniejący już amerykański zespół pochodzący z Los Angeles, założony w 1977 roku przez Marca Morelanda i Stana Ridgwaya. Zespół najbardziej znany jest z piosenki Mexican Radio, która pochodziła z albumu Call of the West z 1983 roku. Utwór ten był ich jedynym przebojem w amerykańskim Top 100.
Grupa miała wyjątkowo charakterystyczne brzmienie wynikające ze zręcznego wymieszania skocznej muzyki pop z eksperymentalną nową falą i wzorowanym na Ennio Morricone stylu muzyki soundtrack.

## Historia
Podstawą dla zespołu była założona przez Stana Ridgwaya w 1976 roku Acme Soundtracks, wytwórnia tworząca muzykę dla niskobudżetowych filmów. Przedsięwzięcie okazało się totalną klapą i już po 6 miesiącach funkcjonowania i nagraniu 2 soundtracków przestała ona istnieć. Ridgway już podczas pracy w jej ramach mało się nią interesował – obiektem jego uwagi był klub punkowy The Masque, który mieścił się po przeciwnej stronie ulicy do budynku wytwórni. Rdigway spędzał tam każdą wolną chwilę, początkowo jako widz, później zaś zaangażował się w techniczną stronę występów. Tam też poznał Marca Morelanda, poprzednio gitarzystę punkowej grupy The Skulls. Zaprosił go do udziału w projektach Acme Soundtracks. Moreland, którego ciekawiły kompozycje Ridgwaya zaproponował mu transformację wytwórni w zespół. Do grupy przystąpił wkrótce Bruce Moreland, brat Marca, który grał na basie. Wkrótce w zespole pojawili się także Chas Gray, klawiszowiec techniczny klubu The Masque, oraz jego znajomy perkusista Joe Nanini. W ten sposób uformował się pierwszy skład zespołu. Grupa otrzymała nazwę Acme Soundtracks.
Właściwa nazwa zespołu powstała w interesujący sposób. Odnosi się ona do komentarza, jaki na temat twórczości studyjnej Morelanda i Ridgwaya dał kolega ostatniego, Joe Berardi. Gdy wszyscy trzej siedzieli w studiu wytwórni przesłuchując ów materiał, Ridgway dla żartu rzucił, iż połączenie brzmienia wielokrotnie zaprogramowanego automatu perkusyjnego z natarczywym dźwiękiem organ elektronicznych Farfisa brzmi prawie jak efekt „ściany dźwiękowej” (Wall of Sound), stworzony przez Phila Spectora. Berardi ironicznie stwierdził, iż brzmi to bardziej jak „ściana wudu” (Wall of Voodoo), i to określenie przylgnęło do zespołu.
W latach 1977–1980 dawał koncerty w całej Kalifornii, których podstawą były utwory napisane przez Ridgwaya jeszcze z czasów Acme Soundtracks. Dopiero w 1979, po podpisaniu kontraktu z wytwórnią IRS. Records, zespół wszedł do studia celem nagrania materiału gotowego do wypuszczenia na rynek muzyczny. W 1980 ukazało się pierwsze oficjalne wydawnictwo zespołu – Wall of Voodoo. Płyta zawierała 5 utworów, z czego jeden stał się pierwszym hitem grupy, jednak zbyt „słabym”, by wejść na listy Top 100 czy California Top 50. Był nim cover piosenki Johnny’ego Casha z 1968 roku pt. „Ring of Fire”. Interpretacja utworu była wyjątkowo ciekawa, bowiem wszystko zagrano w oparciu o jedną gitarę i syntezatory. W 1981 roku ukazał się pierwszy studyjny album grupy, Dark Continent.
Zawierał on 11 utworów do których nagrania posłużył ten sam automat perkusyjny i dwa syntezatory.
Album zebrał nawet dobre recenzje, szczególną uwagę zwracano na styl, w jakim utrzymana była płyta.
Trzy utwory znajdujące się na albumie – „Red Light”, „Animal Day”, „Back in Flesh” oraz „Call Box” – grane były już wcześniej, od 1978 roku. Ten ostatni został wybrany jako jedyny singel z tej płyty. Drugim, jednak rzadko puszczanym przez stacje radiowe, singlem był utwór „Tse-Tse Fly”. Krótko po jej wydaniu Bruce Moreland odszedł z zespołu. Na kilku koncertach na gitarze basowej zastępował go Chas Gray, który w ten sposób musiał obsługiwać dwa instrumenty.
W 1982 zespół bez basisty znów rozpoczyna pracę w studiu. Jej owocem jest album Call of the West, który uchodzi za najlepszy album grupy w całej historii jej działalności.
Na amerykańskie liście Billboardu w 1983 utrzymywał się na pozycji 45. Pierwszy singel wypuszczony na rynek muzyczny, „Mexican Radio” był hitem nie tylko w Stanach Zjednoczonych, ale i w Europie. Na amerykańskiej Top 100 miał stałą pozycję 41. miejsca w roku 1983.
Ciekawie zrealizowany teledysk był „faworytem” niedawno wówczas powstałej MTV, gdzie puszczany był prawie cały czas. Pod względem muzycznym Call of the West znacząco różnił się od Dark Continent – nie można było już przy niej powiedzieć „płyta została nagrana, zanim materiał został na nią napisany”. Została oceniona przez krytyków jako dużo bardziej zorganizowana, lepsza od strony technicznej. Zasługę w tym miejscu ma producent Richard Mazda, który był czołowym producentem IRS. Records. Odpowiadał on m.in. za produkcję pierwszych dokonań The Birthday Party, wczesnego projektu muzycznego Nicka Cave’a. Mazda w studiu obsługiwał również bas. Wkrótce jako single wypuszczone zostały jeszcze „Tomorrow”, „On Interstate #15” (utwór instrumentalny, stanowił stronę B „Tomorrow”, jednak puszczany był w radiu na równi z innymi utworami), „Factory” oraz jedynie w Wielkiej Brytanii tytułowy „Call of the West”. Gdy ukazał się album, na potrzeby koncertów jako dodatkowy klawiszowiec zatrudniony został Bill Noland.
W 1983 zespół dał największy koncert w swoim istnieniu, podczas US Festival 28 maja.
W międzyczasie sytuacja w zespole stawała się coraz bardziej napięta – zachęcona sukcesem Call of the West wytwórnia zaczęła naciskać na grupę, by ta jak najszybciej wróciła do studia, wcześniejsze drobne animozje między Grayem a Naninim zaczęły przybierać na sile, poza tym Noland ze swoją osobą „wprowadził” do grupy narkotyki. Wszystkie te elementy nałożone na siebie sprawiły, iż na początku 1984 roku Ridgway, Nanini i Noland opuścili zespół. Nie zakończyli jednak działalności muzycznej. Ridgway przystąpił do pracy nad solowym materiałem i już w 1986 ukazała się jego pierwsza płyta – The Big Heat, z której jedyny singel pt. „Camouflage” stał się międzynarodowym hitem. Joe Nanini został zaś perkusistą grupy country o nazwie Lonesome Strangers.
Moreland i Gray nie zamierzali jednak likwidować grupy. Marc szybko ściągnął do zespołu z powrotem swojego brata Bruce’a, który na wokalistę wynalazł Andy’ego Prieboya, poprzednio frontmana nowofalowej grupy Eye Protection z San Francisco. Ned Lukhardt, ściągnięty z ogłoszenia, został nowym perkusistą grupy. Muzyka grana przez ten skład była zupełnie inna niż tworzona przez Ridgwaya. Jednak mimo iż krytycy zarzucali odtworzonemu Wall of Voodoo zupełny brak oryginalności i swoistej magii, którą niosła ze sobą poprzednio grana muzyka, zespół wydał 2 płyty – Seven Days in Sammystown oraz Happy Planet. Na pierwszym z tych dwóch albumów singlem był drugi cover Johnny’ego Casha – „Dark as Dungeon”. Nie okazał się jednak hitem na miarę choćby wcześniejszego „Ring of Fire”. Podobnie jak dwa pozostałe – „Big City” i „Far Side of Crazy”.
Ten album ukazał się w 1985. Dwa lata po nim wyszedł drugi, wcześniej wymieniony Happy Planet. Jako singel wydany został utwór „Do It Again”, będący coverem utworu The Beach Boys z 1968 roku. Zaledwie rok później grupa się rozpadła, i to ostatecznie. Prieboy i Marc Moreland rozpoczęli solowe kariery, zaś Bruce Moreland i Chas Gray na krótko przyłączyli się do synthpunkowego zespołu Nervous Gender, który po tej aneksji nazywany był Wall of Gender.
Ridgway, Prieboy i bracia Moreland byli aktywni muzycznie i scenicznie przez całe lata dziewięćdziesiąte, przy czym Ridgway gra i wydaje albumy po dziś dzień. Joe Nanini przez pewien czas miał swój własny projekt o nazwie Sienna, który wydał EP pt. Nanini – Bohica w 1996.
Kolejny jego album miał ukazać się na początku 2001 roku, ale Nanini „nie zdążył”.
4 grudnia 2000 zmarł po wylewie krwi do mózgu. Niedługo po nim, 13 marca 2002 roku z powodu niewydolności nerek zmarł także Marc Moreland. W 2006 Ridgway na krótko reaktywował Wall of Voodoo na potrzeby jubileuszowego koncertu Cyndi Lauper, który odbył się w Pacific Amphitheatre w Costa Mesa. Zdecydował się jednak kontynuować grę, choć przynajmniej na razie tylko sceniczną, reaktywowanego zespołu. Z oryginalnego składu został tylko Ridgway, jako że Gray, choć została mu złożona propozycja powrotu, odmówił. Latem 2007 nowe Wall of Voodoo ruszyło w trasę koncertową po Stanach Zjednoczonych.

## Dyskografia

### Albumy
- Wall of Voodoo (EP) (1980)
- Dark Continent (1981)
- Call of the West (1983)
- Seven Days in Sammystown (1985)
- Happy Planet (1987)

### Kompilacje
- Granma’s House (zbiór różnych utworów z dwóch pierwszych albumów, poza EP) (1984)
- Ugly Americans in Australia (zbiór utworów live z różnych okresów działalności grupy) (1989)
- Index Masters (zapis utworów live z lat 1979–1981 + EP z 1980) (1991)

### Single
- (1980) „Ring of Fire (Remix)”
- (1981) „Call Box”
- (1981) „Tse-Tse Fly”
- (1981) „Back in Flesh (promo)”
- (1982) „On Interstate #15 (instrumental)”
- (1983) „Mexican Radio” (#42 w Stanach Zjednoczonych, jedyny singel w „Top 100”)
- (1983) „Tomorrow”
- (1983) „Factory”
- (1983) „Call of the West” (tylko w Wielkiej Brytanii)
- (1984) „There’s Nothing on This Side (promo)” (tylko w Wielkiej Brytanii)
- (1984) „Big City”
- (1985) „Far Side of Crazy”
- (1987) „Do It Again”
- (1987) „Elvis Bought Dora a Cadillac”